# 小行星108140
小行星108140（108140 Alir）是一颗绕太阳运转的小行星，为主小行星带小行星。该小行星于2001年4月20日发现。
該小行星以其中一位發現者的父母阿爾馮斯·赫爾南德斯（Alphonse Hernandez）和伊蓮·赫爾南德斯（Irène Hernandez）命名。

## 轨道参数
小行星108140的轨道半长轴为393 507 197 km，2.6303957 UA，离心率为0.209。